# Camarade Kisliakov
Pour les articles homonymes, voir Kisliakov.
Camarade Kisliakov : trois paires de bas de soie est un roman de l'écrivain soviétique Panteleïmon Romanov (1884-1938) paru en 1930.

## Explicit
« Kisliakov, dans un état proche du délire, se rappela la phrase de Miller :
« On peut acheter une femme russe pour trois bas de soie. » »

— Panteleïmon Romanov, Dernière phrase de « Camarade Kisliakov ».

## Édition en français
- Panteleïmon Romanov (trad. du russe par Luba Jurgenson), Camarade Kisliakov : Trois paires de bas de soie [« Товарищ Кисляков »] (roman), Genève, Héros-Limite,‎ octobre 2013 (1re éd. 2013), 350 p. (ISBN 978-2-940358-86-1, présentation en ligne) ; cette traduction a été nommé au Prix Russophonie 2015